# Museum Hillesluis
Museum Hillesluis is een voormalig kleinschalig museum voor hedendaagse kunst in Rotterdam-Zuid aan de Riederlaan in Hillesluis, heropend door wethouder J.W. van der Schalk op 18 juni 1993.
Het Museum Hillesluis is begin jaren 1990 gestart in de gelijknamige stadswijk in Rotterdam-Zuid in een oude locatie. In 1993 is het museum heropend aan de Riederlaan in Hillesluis. Sinds de opening organiseerde het museum jaarlijks zo'n acht tot tien wisselende exposities, tentoonstellingen en/of projecten van kunstenaars uit de regio. Bij gelegenheid van de expositie werd veelal ook een catalogus samengesteld en gepubliceerd. 
Het Museum Hillesluis heeft in januari 2007 zijn deuren gesloten.

## Exposities, een selectie
- 1991 : Anti-Chambre 91.[3]
- 1992 : Mode Accessoires.[4]
- 1993 : Wederopbouw : na-oorlogse kunst uit Rotterdam-Zuid : jubileumtentoonstelling,[5]
- 1993 : Rotterdams Design met onder andere werk van Erikjan Roodbol en Peter van Zoetendaal.[6][7]
- 1995 : Countercultures: sociale documentaire fotografie: met werk van Lenny Oosterwijk en Karin Oppelland.[8][9]
- 1996 : Rotterdam Dier in zicht: met werk van Christine Fokkelman, Marina Radius, Suzanne Rekers, en Monique van Wijk.[10]
- 1998 : Floortje Stehouwer Schilderijen en zeefdrukken,[11]
- 1999 : Kunststukjes, een memoryspel, met werk van Liesbeth van Ginneken.[12]
- 1999 : Kidskunst, uit een serie workshops door beeldend kunstenaars in Rotterdamse achterstandswijken.[13]
- 2000 : Leo Kokken : schilder 1919-1999[14]